# Temporada da Stock Car Brasil de 2001
A Temporada da Stock Car Brasil de 2001 foi a 23ª edição promovida pela CBA da principal categoria do automobilismo brasileiro. Teve como vencedor o piloto paulista Chico Serra, que sagrou-se tricampeão.
A temporada ficou marcada pelo acidente que matou Laércio Justino durante os treinos para a etapa de Brasília.

## Calendário e resultados

### Etapas
| #  | Circuito                     | Data           | Pole Position | Volta mais rápida | Piloto Vencedor | Equipe Vencedora                        |
| -- | ---------------------------- | -------------- | ------------- | ----------------- | --------------- | --------------------------------------- |
| 1  | GP de Curitiba (misto)       | 8 de abril     | Chico Serra   | Chico Serra       | Chico Serra     | WB Motorsports                          |
| 2  | GP de Viamão (misto)         | 22 de abril    | Paulo Gomes   | Beto Giorgi       | Beto Giorgi     | RC Competições                          |
| 3  | GP de São Paulo (misto)      | 6 de maio      | Paulo Gomes   | Duda Pamplona     | Nonô Figueiredo | Scuderia 111                            |
| 4  | GP de Curitiba (misto)       | 20 de maio     | Xandy Negrão  | Beto Giorgi       | Beto Giorgi     | RC Competições                          |
| 5  | GP Laércio Justino (misto)   | 10 de junho    | Chico Serra   | Ingo Hoffmann     | Ingo Hoffmann   | JF Racing                               |
| 6  | GP de São Paulo (misto)      | 22 de julho    | Chico Serra   | Xandy Negrão      | Xandy Negrão    | Team Medley-Andreas Mattheis Motorsport |
| 7  | GP do Rio de Janeiro (misto) | 12 de agosto   | Ingo Hoffmann | David Muffato     | Xandy Negrão    | Team Medley-Andreas Mattheis Motorsport |
| 8  | GP de Goiânia (oval)         | 26 de agosto   | Chico Serra   | Ingo Hoffmann     | Chico Serra     | WB Motorsports                          |
| 9  | GP de Brasília (oval)        | 16 de setembro | Chico Serra   | Ingo Hoffmann     | Paulo Gomes     | Repsol-Boettger Competições             |
| 10 | GP de Curitiba (oval)        | 21 de outubro  | Xandy Negrão  | Ingo Hoffmann     | Ingo Hoffmann   | JF Racing                               |
| 11 | GP de Londrina (misto)       | 4 de novembro  | Beto Giorgi   | Paulo Gomes       | Chico Serra     | WB Motorsports                          |
| 12 | GP de São Paulo (misto)      | 18 de novembro | Paulo Gomes   | Paulo Gomes       | Paulo Gomes     | Repsol-Boettger Competições             |

## Classificação
| Pos | Piloto                  | Marca                    | Pontos |
| --- | ----------------------- | ------------------------ | ------ |
| 1   | Chico Serra             | WB Motorsports           | 167    |
| 2   | Ingo Hoffmann           | JF Racing                | 118    |
| 3   | Beto Giorgi             | RC Competições           | 97     |
| 4   | Xandy Negrão            | Medley/A. Mattheis       | 87     |
| 5   | Antônio Jorge Neto      | RC Competições           | 57     |
| 6   | Paulo Gomes             | Repsol-Boettger          | 56     |
| 7   | David Muffato           | Repsol-Boettger          | 53     |
|     | Carlos Alves            | Carlos Alves Competições | 47     |
| 9   | Nonô Figueiredo         | Scuderia 111             | 46     |
| 10  | Raul Boesel             | Sprint Racing            | 40     |
| 11  | Rogério Motta           | Carlos Alves Competições | 38     |
| 12  | Adalberto Jardim        | A. Jardim Competições    | 32     |
| 13  | Alceu Feldmann          | WB MotorsportS           | 28     |
| 14  | Ricardo Etchenique      | RC Competições           | 17     |
|     | Affonso Giaffone        | Scuderia 111             | 17     |
| 16  | Aloysio Andrade Filho   | RC Competições           | 14     |
|     | Neto de Nigris          | Salmini Racing           | 14     |
|     | Carlos Augusto Falletti |                          | 14     |
| 19  | Duda Pamplona           | Vogel Motorsport         | 12     |
| 20  | Guto Negrão             | Medley/A. Mattheis       | 6      |
| 21  | André Giaffone          | Giaffone Motorsport      | 5      |
|     | Mário Covas Neto        |                          | 5      |
| 23  | Rodney Felicio          | Salmini Racing           | 1      |
|     | Felipe Maluhy           | Scuderia 111             | 1      |
| 24  | José Bel Camilo         | Scuderia 111             | 0      |
|     | Fernando Correa         | Max Racing               | 0      |
|     | Alexandre Cunha         | Salmini Racing           | 0      |
|     | André Grillo            |                          | 0      |
|     | Rodrigo Hanashiro       | JF Racing                | 0      |
|     | Ananias Justino         |                          | 0      |
|     | Laércio Justino         | Porangatu Racing         | 0      |
|     | Danusa Moura            |                          | 0      |
|     | Gualter Salles          | RC Competições           | 0      |
|     | Helio Saraiva Jr.       | Amici Racing             | 0      |
|     | Tom Stefani             | Hot Car Competições      | 0      |
|     | Sandro Tannuri          | JF Racing                | 0      |
|     | Flávio Trindade         |                          | 0      |
|     | Paulo Yamamoto          | Action Power             | 0      |

## O acidente de Laércio Justino
Durante o segundo treino oficial para a etapa de Brasília, Laércio Justino (equipe Porangatu Racing) perdeu o controle de seu carro na curva que antecede a reta dos boxes, derrapou e atravessou a pista antes de bater no guard-rail, atingindo também um guincho, que também acertou uma ambulância do Corpo de Bombeiros. A lateral esquerda do carro ficou bastante destruída.
Retirado das ferragens, foi atendido pela equipe médica e levado ao Hospital de Base, onde faleceu aos 38 anos por "traumatismo craniano, torácico e abdominal". A morte do piloto cearense, que morava em Goiânia desde a infância, fez com que seu irmão, Ananias Justino, encerrasse a carreira. 
Xandy Negrão e seu irmão, o também piloto Guto Negrão, ameaçaram deixar a Stock Car, porém voltaram atrás na decisão e outros 3 pilotos (Sandro Tannuri, Adson Moura e Neto de Nigris) resolveram boicotar a prova.